# Breitenfeld am Tannenriegel
Breitenfeld am Tannenriegel  är en ort och tidigare kommun i Österrike. Den ligger i distriktet Leibnitz i förbundslandet Steiermark.
Kommunen blev 1 januari 2015 en del av den nybildade kommunen Schwarzautal. 